# Agilisaurus
Agilisaurus is een geslacht van plantenetende dinosauriërs behorend tot de Ornithischia dat tijdens het Jura, zo'n 165 miljoen jaar geleden, leefde in het gebied van het huidige China.

## Naamgeving
De typesoort Agilisaurus louderbacki werd in 1990 benoemd en beschreven door Peng Guangzhao. De geslachtsnaam betekent "snel reptiel" vanuit het Latijnse agilis, "snel, beweeglijk". De soortaanduiding eert George Louderback, een Amerikaans geoloog die in het begin van de twintigste eeuw opgravingen verrichtte in China.
De soort Yandusaurus multidens werd in 1992 door Peng hernoemd in Agilisaurus multidens maar kreeg in 2005 een eigen geslacht Hexinlusaurus. Volgens sommige onderzoekers betreft het echter slechts een jong exemplaar van Agilisaurus louderbacki.

## Vondst
Het holotype van Agilisaurus louderbacki, ZDM 6011, bestaat uit een bijna volledig skelet, inclusief schedel, gevonden in een laag van de Xiashaximiaoformatie die dateert uit het middelste Jura, Bathonien-Callovien, van de Chinese provincie Sichuan. Het werd in 1984 gevonden tijdens de aanleg van de fundamenten van het Zigong Dinosaur Museum in Dashanpu. Dat was niet helemaal toevallig: de hal van het gebouw overspant een blootgelegde opgravingslaag die zo door het publiek bekeken kan worden. Dit specimen bevat 90% van de skeletelementen. Later zijn nog verschillende fragmenten aan de soort toegewezen.

## Beschrijving

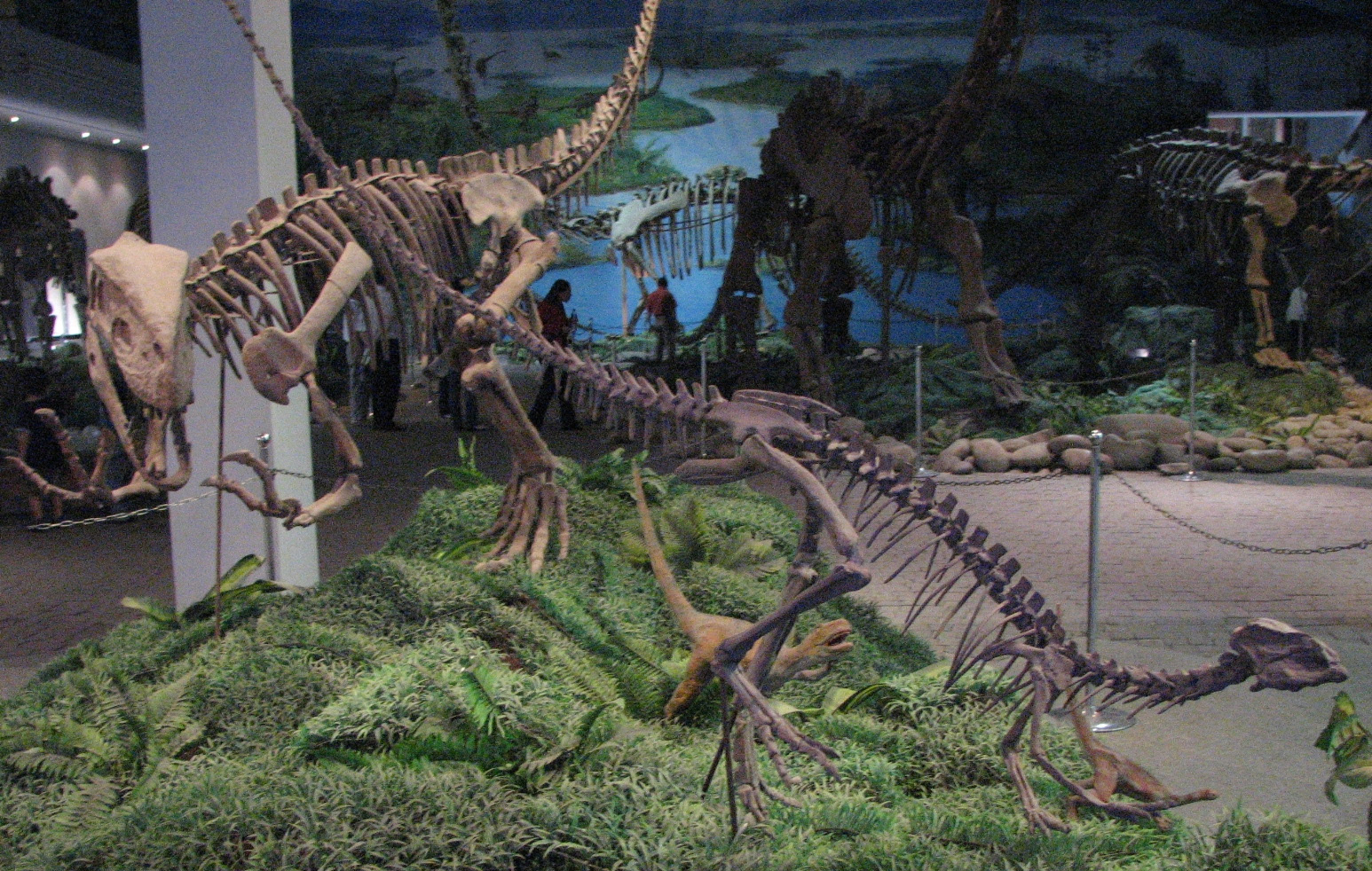
Agilisaurus wordt achternagezeten door Gasosaurus

### Algemene bouw en grootte
Agilisaurus is een kleine tweevoetige planteneter. Gregory S. Paul schatte in 2010 de lichaamslengte op 1,7 meter, het gewicht op twaalf kilogram. Agilisaurus heeft een kleine kop en in zijn kaken zitten gekartelde bladvormige tanden om plantaardig materiaal te verwerken. Voor in de kaken zitten ook een aantal grotere puntige tanden, die misschien voor dreiging of afweer gebruikt werden. Agilisaurus heeft grote ogen en een korte stevige nek. Hij is voornamelijk een tweevoeter en de voorpoten zijn relatief kort, hoewel er wel op gesteund kon worden. De achterpoten zijn vrij lang maar robuust; dat het onderbeen langer is dan het bovenbeen duidt op een goed renvermogen. De staart is echter weer vrij tenger.

### Diagnose
Peng wist enkele onderscheidende kenmerken vast te stellen. De schedel is relatief kort maar hoog. Het neusbeen is lang met een langwerpige uitholling op de middenlijn van de neusbeenderen. De achterste tak van de praemaxilla raakt het traanbeen niet. Het bovenkaaksbeen en het dentarium van de onderkaak tonen opvallende verdiepte aanhechtingsvlakken voor de musculus bucinatorius, een teken dat een wang aanwezig was. De onderkaak heeft een hoge processus coronoides. Het schouderblad is korter dan het opperarmbeen. De voorpoot heeft minder dan de helft van de lengte van de achterpoot. De vierde trochanter op het dijbeen is laag geplaatst. Het derde middenvoetsbeen heeft meer dan de helft van de lengte van het dijbeen.

### Skelet

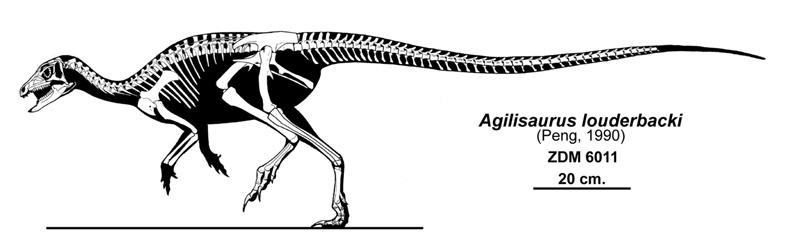
Een diagram van het skelet door Jaime Headden

#### Schedel en onderkaken
De schedel van Agilisaurus heeft een eigenaardige vorm. Het is moeilijk gebleken die exact te bepalen omdat van het holotype vooral de achterkant door compressie samengeperst is en het niet zeker is in hoeverre dit gecorrigeerd moet worden. De achterkant is weliswaar vrij hoog maar het postorbitale achter de oogkas heeft een aanzienlijke lengte van voor naar achteren gemeten zodat het achterdeel van de schedel als we de reconstructie van G.S. Paul volgen die afgaat op Hexinlusaurus niet kort is en het oog tamelijk vooraan geplaatst is. Vlak voor het oog duikt de bovenrand van de schedel vrij abrupt schuin naar beneden zodat een spitse korte snuit gevormd wordt. Dit geheel lijkt zo ook op de situatie bij Lesothosaurus, een andere kleine tweevoetige ornithischiër van onduidelijke verwantschappen. Peng ging uit van een meer gedrongen schedel. De spitse snavel duidt op een selectief dieet van hoogwaardig voedsel; de afgeplatte tanden zouden dit makkelijk kunnen versnijden en verwerken. Dat het doosvormige achterdeel van de schedel niet verkort is, leidt ook tot vrij smalle wandbeenderen tussen de langwerpige bovenste slaapvensters en zorgt ervoor dat de ogen meer zijwaarts gericht zijn dan naar voren. Het oog wordt overschaduwt door een hoog geplaatst fors palbebrale of wenkbrauwbot. Dit heeft vooraan een brede basis op de naad tussen het prefrontale en het traanbeen, kromt middenin dalend en versmallend naar achteren en reikt opgaand tot ver over de achterrand van de oogkas waar het vastgegroeid is met het postorbitale; dat laatste is zeldzaam. De scleraalring van het oog heeft volgens Peng een grote opening wat duidt op een gedeeltelijke levenswijze als nachtdier; een latere studie liet zich echter leiden door de ineengeschoven positie van de plaatjes in het fossiel en concludeerde tot een bestaan als dagdier. Hooggeplaatst is ook de kleine driehoekige fenestra antorbitalis, de schedelopening die bij latere ornithischiërs vaak geheel gesloten is. Ook de voorste tak van de praemaxilla is kort wat samenhangt met de aanwezigheid van een laaggeplaatst klein ruitvormig neusgat. Achter in de schedel is het quadratum krachtig gebouwd en draagt een verbreed bovenste gewrichtsvlak van het kaakgewricht. Ervoor dringt een lange achterste tak van het jukbeen het quadratojugale van de onderrand van het onderste slaapvenster.

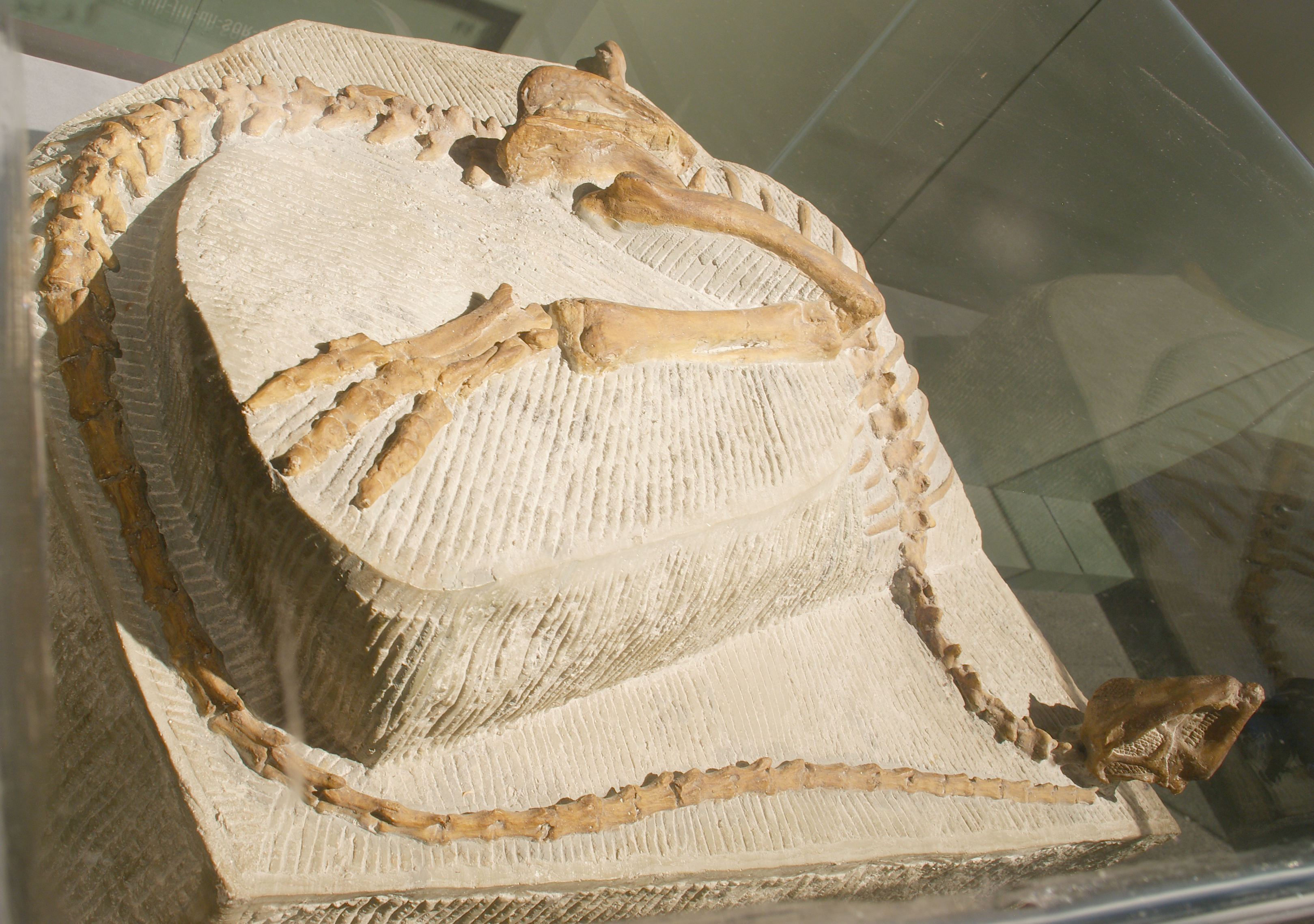
Een nagebootste skeletvondst van Agilisaurus

De onderkaak is tamelijk hoog behalve aan de achterkant waar het articulare wat lager ligt. De onderkaak mist een zijopening. Er staan negentien tanden in de bovenkaak, vijf in de praemaxilla en veertien in het bovenkaaksbeen of maxilla, en twintig in de onderkaak voor een totaal van achtenzeventig. De tanden in de praemaxilla en de voorste drie in de onderkaak zijn een stuk langer en, vooral wat de onderkaakstanden betreft, naar achteren gebogen zodat ze als wapens kunnen dienen. De achterliggende tanden zijn ruitvormig of bladvormig met een tiental kartelingen op elke snijrand en geschikt om plantaardig materiaal te verknippen; het is wel gesuggereerd dat de voorste tanden wijzen op een levenswijze als omnivoor en dienden om kleine prooien te doden. Er is in de bovenkaak geen hiaat of diasteem tussen de tanden in de praemaxilla en de maxilla. De zijden van de tanden zijn glad, zonder opvallende verticale richels, behalve aan de binnenzijde van de tanden van de onderkaak. De onderkaak heeft een klein gebogen tandeloos predentarium dat de ondersnavel draagt.

#### Postcrania

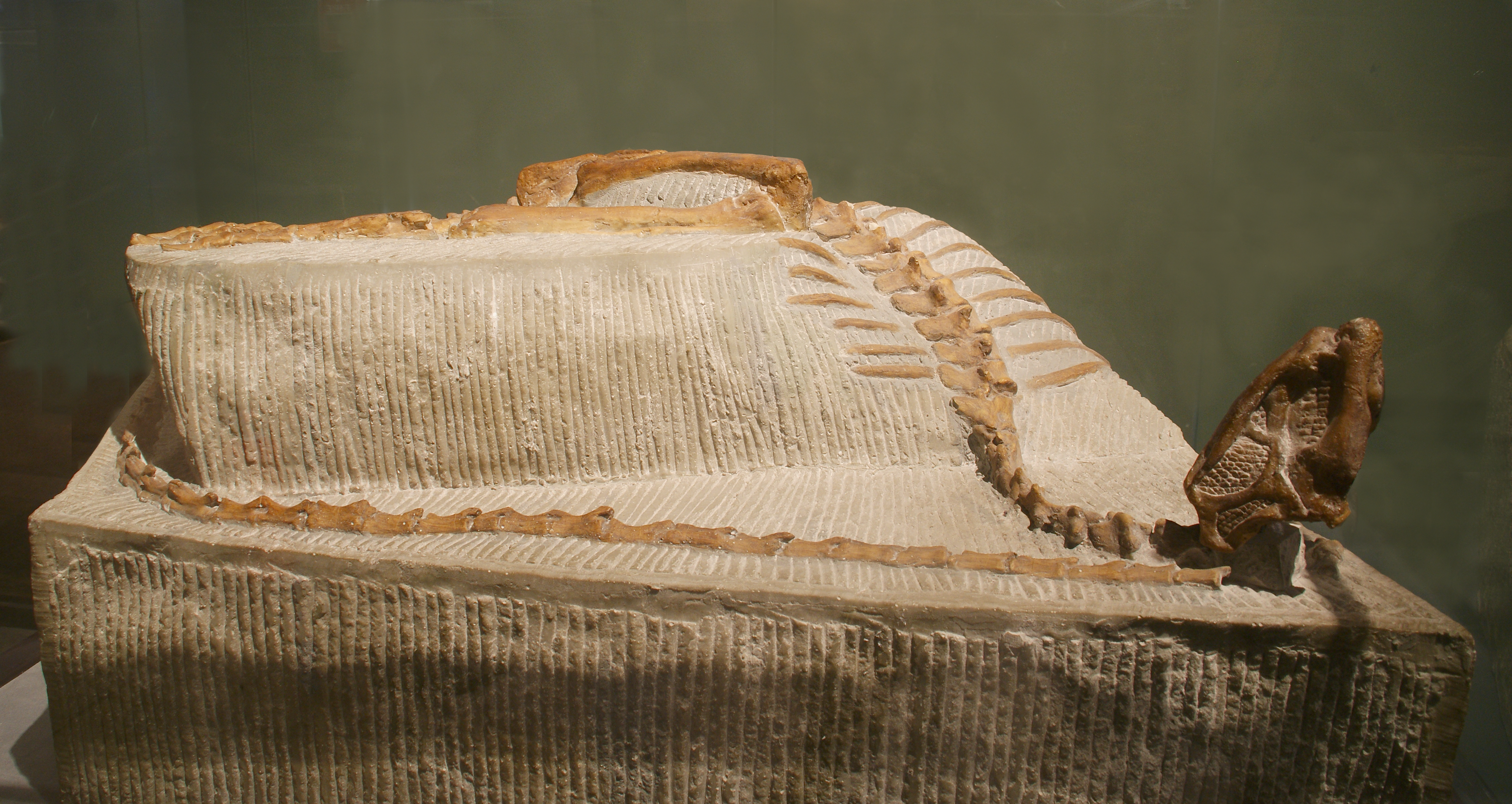
De staart van Agilisaurus was vermoedelijk vrij soepel

De wervelkolom telt negen halswervels, vijftien ruggenwervels, vijf sacrale wervels en minstens vijfenveertig staartwervels. Voor de eerste halswervel zijn resten van een zeldzame proatlas aangetroffen. De nek is vrij kort; de halswervels zijn matig verlengd met relatief korte nekribben. De borstkas is onderop vlak maar bovenop gekromd door een overeenkomstige kromming van de wervelkolom. De sacrale wervels zijn vergroeid tot een heiligbeen. De staart maakt 60% van de lichaamslengte uit. Hij is ondiep met korte doornuitsteeksels en chevrons; naar het uiteinde toen blijven die laatste echter vrij constant in lengte zodat de staart lang dezelfde hoogte behoudt om pas op het eind echt te vernauwen. De staart toont geen verstijving door verbeende pezen, niet aan het eind en niet bij de basis maar zulke verbeningen bevinden zich wel op de lendenwervels van de onderrug.
Omdat de borstkas ondiep is, behoeft het schouderblad niet lang te zijn; het is wel stevig gebouwd met een verbreed afgerond uiteinde. Het opperarmbeen is relatief lang ten opzichte van de onderarm. De middenhand is kort en het vijfde middenhandsbeen is niet extreem gereduceerd noch steekt het sterk zijwaarts uit; dit zijn beide basale kenmerken.
In het bekken is het darmbeen laag met een plat voorblad en een kort achterblad. Het blad heeft aan de buitenkant een sterk uitstekende lengterichel boven het heupgewricht en aan de interne, van de wervelkolom afgerichte, zijde van de binnenkant een brede richel boven de groeve die dient als aanhechting voor de Musculus caudofemoralis brevis. De processus praepubicus ligt in het verlengde van het zitbeen. Het hooggeplaatste foramen obturatorium wordt door het slanke staafvormige schaambeen aan de voorkant afgesloten. Het bekken als geheel heeft een geringe hoogte wat duidt op een beperkte omvang van de buikholte.
Het dijbeen is kort maar zeer robuust en gekromd. Bovenaan staat de trochanter minor duidelijk lager dan de trochanter major en is ervan gescheiden door een diepe kloof. De trochanter major is even hoog als de dijbeenkop. De hooggeplaatste vierde trochanter aan de achtterrand vormt een afhangende spoor en heeft aan de binnenzijde van de basis een opvallende aderopening. Het onderbeen en de middenvoet zijn verlengd. Er zijn twee onderste voetwortelbeentjes. Het vijfde middenvoetsbeen is geheel gereduceerd. De formule van de teenkootjes is 2-3-4-5-0.

## Fylogenie
Agilisaurus werd door Peng oorspronkelijk ondergebracht bij de Fabrosauridae — voornamelijk wegens de heterodontie, het bezit van twee soorten tanden — maar dat is een parafyletische groep waarvan de leden niet speciaal aan elkaar verwant zijn. In 1997 verdedigde Peng de plaatsing nog en stelde dat de Fabrosauridae een natuurlijke monofyletische groep vormden maar sprak zichzelf tegen door correct te beweren dat Agilisaurus daarbinnen minder "primitief" was omdat hij synapomorfieën, nieuwe eigenschappen, deelde met meer geavanceerde groepen, zoals het bezit van vijf in plaats van zes premaxillaire tanden, een aan de zijkant uitgeholde maxilla, een hogere processus coronoides, het missen van een zijopening in de onderkaak, en een langere processus praepubicus. Dit impliceert dat Agilisaurus niet direct aan "Fabrosauridae" verwant is maar een basaal lid van meer afgeleide groepen moest zijn geweest.
Hoewel de vorm uitstekend bekend is, blijft de precieze plaatsing van Agilisaurus voor grote problemen zorgen. Een eerste kladistische analyse wees uit dat hij tot de Hypsilophodontidae behoorde, maar dat wordt tegenwoordig algemeen afgewezen, ook omdat ook die groep vermoedelijk weer parafyletisch is. Recente analyses wijzen uit dat hij zich ofwel basaal in de Marginocephalia bevond, of basaal in de Euornithopoda of boven de Heterodontosauridae in de basale Ornithischia.